# Saint-Arnac
Saint-Arnac är en kommun i departementet Pyrénées-Orientales i regionen Occitanien i södra Frankrike. Kommunen ligger i kantonen Saint-Paul-de-Fenouillet som tillhör arrondissementet Perpignan. År 2022 hade Saint-Arnac 101 invånare.

## Befolkningsutveckling
Antalet invånare i kommunen Saint-Arnac
| Referens: INSEE |